# Slab City

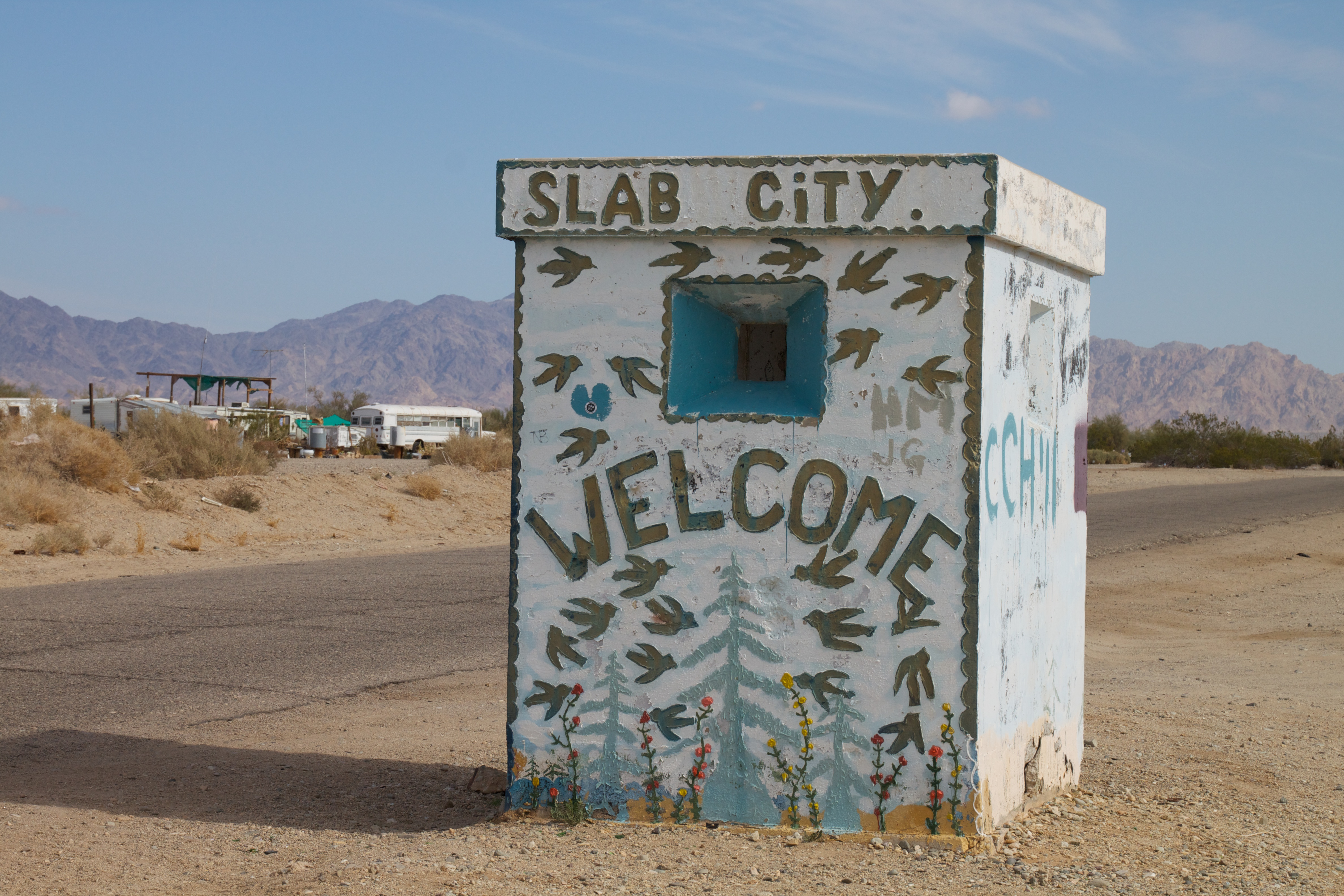
Slab City.

Slab City ou The Slabs est un lieu de campement situé en plein désert près de Salton Sea, dans le sud-est de la Californie, où se retrouvent des squatteurs et des propriétaires de véhicules de loisirs de toute l'Amérique du Nord.

## Origine du nom
L'appellation Slab City vient des dalles (slabs en anglais) et des pylônes de béton témoins de la base militaire abandonnée depuis la Seconde Guerre mondiale.

## Histoire
Après la fermeture de la base, un groupe de soldats s'y est installé et l'endroit a toujours été habité depuis, bien que le nombre de résidents ait commencé à décliner au milieu des années 1980.
Des milliers de campeurs, des retraités pour la plupart, utilisent ce site pendant les mois d'hiver. Ces « oiseaux d'hiver » y restent seulement pour l'hiver, avant de migrer à nouveau vers le Nord au printemps vers des climats plus frais. Les températures durant l'été sont en effet intenables ; néanmoins, un noyau dur d'environ 150 habitants y réside toute l'année. La plupart de ces « slabbers » survivent grâce aux aides de l'État (sécurité sociale, chèques de paiement SSI...). 
Il existe un skatepark fait maison (do it yourself) visité notamment par des skaters pros au printemps 2014 ce qui a donné une vidéo.
Le décompte de la population de 2000 révèle que les femmes sont trois fois plus nombreuses que les hommes à Slab City.
Un passage complet du film de Sean Penn, Into the Wild (2007), y est tourné.
Le clip de la chanteuse américaine Kesha Praying a été également tourné à Slab City.

## Fonctionnement
Le site ne comporte aucune règle et il n'y a pas de taxe pour le parking. Il n'y a pas d'électricité, pas d'eau courante, pas de toilettes et autres services publics de la sorte. De nombreux campeurs utilisent des centrales ou des panneaux solaires pour produire de l'électricité. L'alimentation peut être trouvée dans la petite ville proche de Niland à cinq kilomètres au Sud-Ouest et où les enfants des résidents vont à l'école.
Située directement à l'Est de l'autoroute fédérale de Californie 111, l'entrée de Slab City est facilement reconnaissable grâce à la colorée Salvation Mountain, une petite colline couverte de peintures et de versets de la Bible, un projet du résident Leonard Knight, décédé le 10 février 2014 à l'âge de 82 ans, après avoir consacré plus de 25 ans à son œuvre.
The Range est le lieu où danser de la ville. Slab City est parfois dénommé le dernier endroit libre sur terre (The last free place on earth). Des sources naturelles d'eau chaude sur le site permettent de se baigner.